# 군주국 목록
이 문서는 현재 전 세계에 존재하고 있는 44개국의 군주 국가들이다. 군주 국가는 크게 제국(帝國, Empire), 왕국(王國, Kingdom), 공국(公國, Principality)로 구분된다.

## 국가 목록
| - 말레이시아 - 바레인 - 부탄 - 브루나이 - 사우디아라비아 - 아랍에미리트 - 오만 - 요르단 - 일본 - 카타르 - 캄보디아 - 쿠웨이트 - 태국 | - 네덜란드 - 노르웨이 - 덴마크 - 룩셈부르크 - 리히텐슈타인 - 모나코 - 바티칸 시국 - 벨기에 - 스웨덴 - 스페인 - 안도라 - 영국 | - 그레나다 - 바베이도스 - 바하마 - 벨리즈 - 세인트루시아 - 세인트빈센트 그레나딘 - 세인트키츠 네비스 - 앤티가 바부다 - 자메이카 - 캐나다 | - 레소토 - 모로코 - 에스와티니 | - 뉴질랜드 - 솔로몬 제도 - 오스트레일리아 - 통가 - 투발루 - 파푸아뉴기니 |

## 유형
제국은 황제가 존재하는 국가를 말하며 황국(皇國)이라고도 한다. 예전에는 제국이 많았으며 특히 19세기부터 20세기 초반까지는 제국주의라는 말이 나올 정도이었다. 지금 현재 제국은 교황이 있는 바티칸 시국과 천황이 있는 일본말고 없으며 나머지 국가들은 대체로 왕국이다. 한편, 공국은 보통 면적상 미세한 국가 중 군주 국가를 통틀어 말하는데 이는 공국의 행정부 수반인 공작의 지위가 왕의 지위보다 낮기 때문이다.

### 제국
- 바티칸 시국
- 일본

### 왕국
- 네덜란드
- 노르웨이
- 덴마크
- 레소토
- 말레이시아
- 모로코
- 바레인
- 벨기에
- 부탄
- 브루나이
- 사우디아라비아
- 스웨덴
- 스페인
- 아랍에미리트
- 에스와티니
- 영국
- 오만
- 요르단
- 카타르
- 캄보디아
- 쿠웨이트
- 태국
- 통가

#### 영국 연방 왕국
다음 국가들은 영국 국왕을 자국 국왕으로 삼고 있는 국가들이며 모두 같은 군주 국가로 처분이 된다.
- 영국
- 캐나다
- 오스트레일리아
- 뉴질랜드
- 자메이카
- 바베이도스
- 바하마
- 그레나다
- 파푸아뉴기니
- 솔로몬 제도
- 투발루
- 세인트루시아
- 세인트빈센트 그레나딘
- 벨리즈
- 앤티가 바부다
- 세인트키츠 네비스

### 공국
- 룩셈부르크
- 리히텐슈타인
- 모나코
- 안도라

## 군주제의 구분
군주제는 군주권의 제한 여부에 따라 전제 군주제(Absolute monarchy)와 입헌 군주제(Constitutional monarchy)로 구분된다. 여기에서 입헌 군주제는 군주권의 유무에 따라 영국형 입헌 군주제(British constitutional monarchy)와 프로이센형 입헌 군주제(Prussian constitutional monarchy)로 또다시 나뉜다.

### 전제 군주국
전제 군주국은 모든 국권이 군주로부터 나오는 국가를 말하며, 대체로 극우 성향을 띤다.
- 바티칸 시국
- 브루나이
- 사우디아라비아
- 아랍에미리트
- 에스와티니
- 오만
- 카타르

### 입헌 군주국
입헌 군주국은 군주는 존재하되 헌법에 의해 군주권이 제한되는 국가를 말하며, 영국형 입헌 군주국과 프로이센형 입헌 군주국으로 나뉜다.

#### 프로이센형 입헌 군주국
프로이센형 입헌 군주국은 군주의 실권이 제한돼 있지만 완전히 없지는 않는 입헌 군주국을 말한다. 
- 리히텐슈타인
- 모나코
- 모로코
- 바레인
- 부탄
- 요르단
- 쿠웨이트
- 통가

#### 영국형 입헌 군주국
영국형 입헌 군주국은 군주의 군주권이 아예 없는 입헌 군주국을 말한다. 이 경우 민주주의의 실현 가능성이 매우 높다.
- 그레나다
- 네덜란드
- 노르웨이
- 뉴질랜드
- 덴마크
- 레소토
- 룩셈부르크
- 말레이시아
- 바베이도스
- 바하마
- 벨기에
- 벨리즈
- 세인트루시아
- 세인트빈센트 그레나딘
- 세인트키츠 네비스
- 솔로몬 제도
- 스웨덴
- 스페인
- 안도라
- 앤티가 바부다
- 영국
- 오스트레일리아
- 일본
- 자메이카
- 캄보디아
- 캐나다
- 태국
- 투발루
- 파푸아뉴기니

## 같이 보기
- 군주제
- 전제 군주제
- 입헌 군주제
- 공화 국가 목록